# Polly and Her Pals
Polly and Her Pals (traduit Poupette et sa famille dans les premières publications françaises) en version originale, est un comic strip créé par Cliff Sterrett en 1912. La série dura jusqu'en 1958 après avoir été reprise par Paul Fung et Vernon Greene.

## Historique de la publication
En 1912, Cliff Sterrett, qui a déjà réalisé quelques comic strips est engagé par William Randolph Hearst propriétaire du quotidien New York Journal. Pour ce journal il crée un strip quotidien intitulé Positive Polly qui est ensuite renommé Polly and her Pals. La série a du succès et un an plus tard elle est aussi publiée dans l'édition du dimanche sous la forme d'une planche complète en couleur. Au-dessus de cette planche se trouvent d'autres strips de Sterrett : Sweethearts and Wives qui devient, par la suite Belles and Wedding Bells, And So They Were Never Married et Damon and Pythias renommé ensuite Dot and Dash. 
Le succès de cette série conduit les diffuseurs de contenu concurrents à proposer des séries similaires comme Winnie Winkle, Tillie the Toiler ou Boots and Her Buddies.
En 1935, Sterrett engage un assistant, Paul Fung, pour le strip quotidien alors que lui se consacre à la planche dominicale. Paul Fung est ensuite remplacé par Vernon Greene qui reste sur le strip jusqu'en 1954, date à laquelle il laisse Polly pour devenir le dessinateur de Bringing up Father après la mort de George McManus. En 1958, Cliff Sterrett prend sa retraite et la série est arrêtée.

## Personnages principaux
La série à l'origine avait pour héroïne Polly mais par la suite son entourage a pris de l'importance d'où le changement de nom de la série. Le strip raconte donc les aventures de  : 
- Polly Perkins
- Paw Perkins : père de Polly qui devient le personnage principal de la série
- Maw Perkins : mère de Polly
- Ashur Earl Perkins
- Carrie
- Gertrude
- Neewah
- Kitty : le chat de la maison

## Analyse de l'œuvre
À partir des années 1920, Cliff Sterrett fait évoluer son style en s'inspirant de l'art contemporain. On décèle donc dans la série les influences du cubisme, du surréalisme et de l'expressionnisme.

## Éditions françaises
- Cliff Sterrett (trad. de l'anglais), Polly and Her Pals : 1929-1930, Angoulême, Éditions de l'An 2, 2005, 120 p. (ISBN 2-84856-032-0)